# Mai Aizawa
Mai Aizawa (相澤 舞衣 Aizawa Mai?), född 10 september 1980, är en japansk tidigare fotbollsspelare.
Mai Aizawa spelade 5 landskamper för det japanska landslaget. Hon deltog bland annat i Asiatiska mästerskapet i fotboll för damer 1999 och Asiatiska spelen 2002.